# Kapuzinerkloster Werne

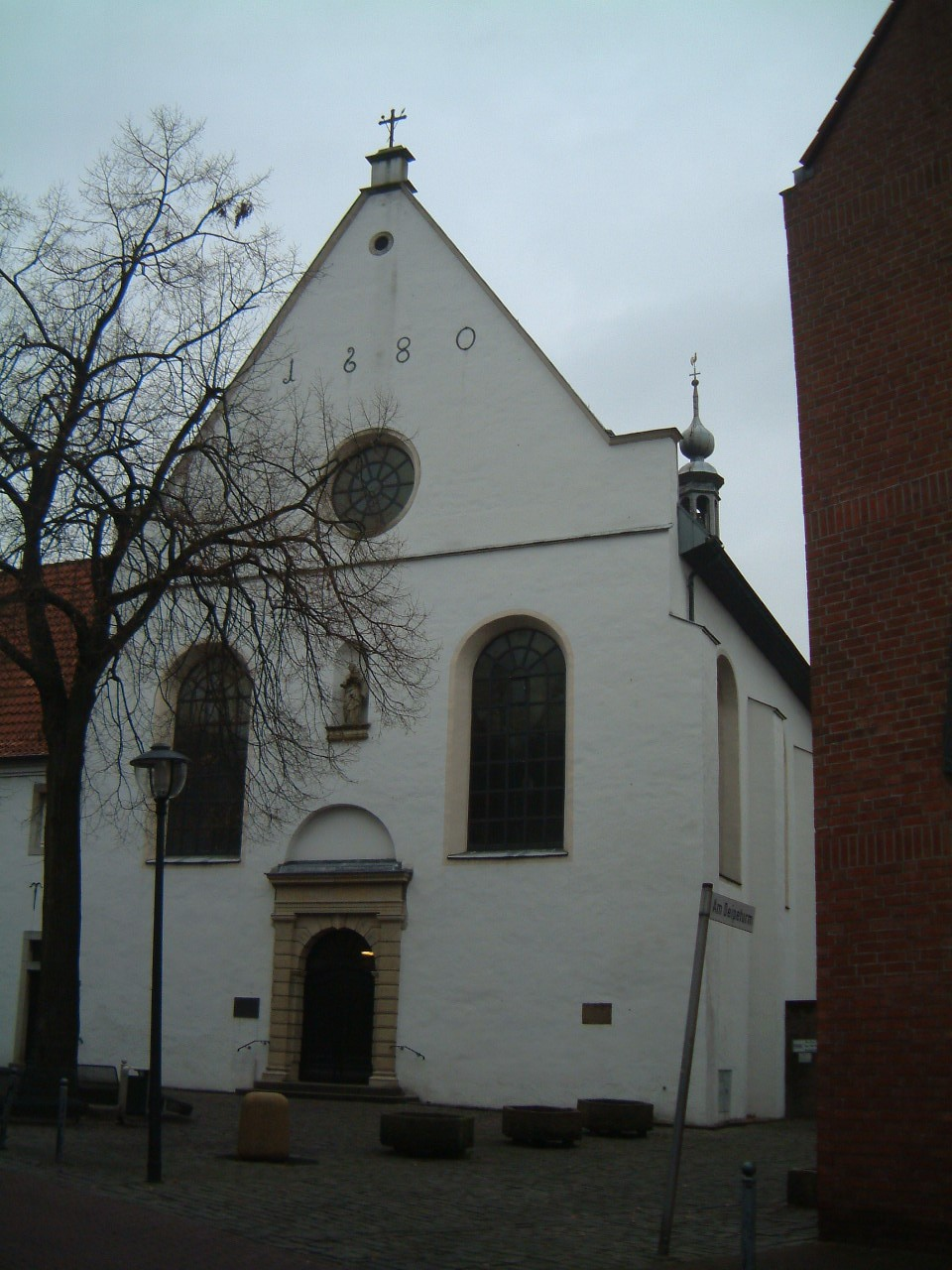
Das Werner Kloster

Das Kloster Werne ist ein Kloster des Kapuzinerordens in Werne/Nordrhein-Westfalen.

## Geschichte

### Gründung
Da nach dem Dreißigjährigen Krieg bereits drei Ordensleute regelmäßig Werne besuchten, und die Ratsmitglieder um eine „Erhaltung und Belebung der katholischen Religion“ baten, ließen sich 1659 drei Kapuzinerbrüder in Werne nieder. Sie sollten für das Seelenheil der Bevölkerung sorgen. Dies war notwendig geworden, da die einzige Kirche in Werne, die Christophorus-Kirche, von ehemals elf vor dem Krieg tätigen Priestern nur noch zwei beherbergte. Zu ihren Aufgaben sollte auch die Leitung des Religionsunterrichtes an den Schulen gehören.
Innerhalb der Stadt war der Platz begrenzt, deshalb schenkte man den Kapuzinern außerhalb der Stadtmauer Land, wo sie das Kloster und die Kirche von 1671 bis 1680 auf zugeschütteten Gräbern errichteten.

### 17. und 18. Jahrhundert
Die Brüder lebten getreu den Regeln des heiligen Franz von Assisi. Die Hilfe und der Einsatz für notleidende Menschen standen im Vordergrund. Daraus entwickelte sich schnell ein volksnahes Leben, das den Kapuzinern in Werne viel Sympathie einbrachte.
Als im 17. und 18. Jahrhundert die Pest in Werne wütete, oblag die Aufgabe der Pflege der Kranken dem Kloster. Ein Teil des Klosters, das Pesthäuschen, erinnert noch heute daran. Hier lebten die Brüder, die mit kranken Menschen in Kontakt gekommen waren, um die anderen nicht anzustecken.

### Säkularisation
Durch den Reichsdeputationshauptschluss, der durch den Anschluss Münsters an Preußen auch für Werne zwingend wurde, wurde das Kloster 1803 Staatseigentum. Die Kapuziner durften zwar im Kloster bleiben, die Aufnahme weiterer Mitglieder wurde ihnen verwehrt. 1843 wurde das Kloster jedoch säkularisiert, und in den Gebäuden wurden verschiedene Schulen untergebracht. In den Obergeschossen konnten die Brüder trotzdem weiterhin wohnen.
Anton Erdmann, der Leiter der Rektoratsschule im Kloster, setzte sich mit dem Ordensgeneral der Kapuziner in Rom in Verbindung und konnte erreichen, dass das Klosterleben 1851 wieder aufgenommen wurde. Von Werne aus wurden in der Folgezeit noch einige weitere rheinisch-westfälische Kapuzinerklöster errichtet. Die Rektoratsschule blieb noch bis 1869 unter der Leitung der Ordensbrüder im Kloster bestehen, bis sie 1869 ein eigenes Gebäude bekam.

### Kulturkampf
Der Kulturkampf, eine Auseinandersetzung zwischen der katholischen Kirche unter Papst Pius IX. und dem Königreich Preußen unter Otto von Bismarck in den Jahren 1871 bis 1878, brachte das sichere Bestehen des Klosters noch einmal in Gefahr. Mit dem Klosterschließungsgesetz aus dem Jahre 1875 drohte dem Kloster erneut die Schließung. Doch Ferdinand Graf von Meerfeld in Westerwinkel, der das Kloster von der Stadt erst gepachtet und später übernommen hatte, ließ zwei Kapuziner in dem Anwesen wohnen, die auch Gottesdienste abhalten konnten. Nun machte sich die gute Beziehung zum Volk bezahlt. Einer Kontrolle, die prüfte, ob das Kloster wirklich geschlossen wäre, wurde stets mitgeteilt, Gottesdienste fänden schon lange nicht mehr statt. Als der Bevölkerung nicht geglaubt wurde und man ins Kloster einbrechen wollte, kam einer der Brüder in Zivil und drohte, die Eindringlinge beim Grafen von Meerfeld wegen Hausfriedensbruches anzuklagen. Da dies der Kontrolle zu riskant war, zogen sie schließlich mit dem Ergebnis, das Kloster sei unbewohnt, von dannen.
Sowohl während der Säkularisation als auch in Zeiten des Kulturkampfes lebten Brüder im Kloster; dies machte das Kloster Werne zum einzigen Kapuzinerkloster, das durchgehend bewohnt war. Alle anderen Orden müssen auf Vertreibungen in ihrer Geschichte zurückblicken.
Erst 1887 war es den Kapuzinern gestattet, das Kloster wieder zu eröffnen. Von da an zogen junge Leute in das Kloster ein, da es zu einer Bildungsstätte für Studenten des Ordens wurde. Um die Jahrhundertwende und auch nach dem Zweiten Weltkrieg konnten junge Brüder hier dem Studium der Theologie und Philosophie nachgehen.

### 20. Jahrhundert
Von 1904 bis 1911 lebte der Selige Anicet Koplin (1875–1941) im Kloster Werne. Er wirkte vor allem als Seelsorger für die polnischsprachigen Bergleute der Zeche Werne. Ab 1918 war er Seelsorger in Warschau, nannte nach dem Überfall der Wehrmacht auf Polen die Verbrechen der Besatzer beim Namen und wurde im KZ Auschwitz ermordet.
Von 1978 bis 1999 war das Kloster in Werne das Noviziatshaus der rheinisch-westfälischen Kapuziner-Provinz. Dort wurden junge Männer in das Leben und die Aufgaben der Brudergemeinschaft eingewiesen. Danach wurde Salzburg zum Ausbildungsort für den gesamten deutschsprachigen Raum bestimmt; von 1999 bis 2004 war Werne ein Kloster, in dem junge Männer das Leben der Patres kennenlernen konnten, um zu entscheiden, ob sie dem Orden beitreten möchten.

## Das Kloster heute

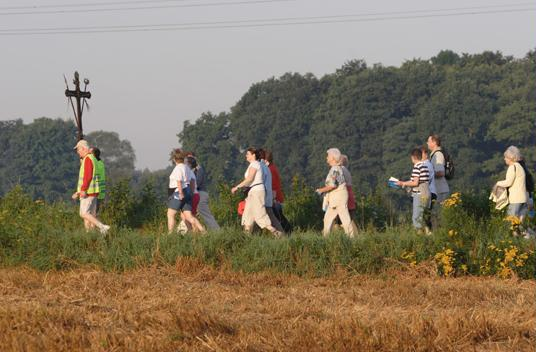
Die 331. Werl Wallfahrt 2007

2022 lebten noch vier Kapuziner in Werne. Sie arbeiten in der Seelsorge, feiern die Gottesdienste in der eigenen oder als Aushilfe auch in anderen Kirchen, leiten Messdienergruppen und widmen sich der Jugendseelsorge, u. a. bei einem monatlichen „Selbstfindungstag“ für Jugendliche. Sie bieten Bibelgespräche, Meditationen und Kirchen- und Klosterführungen an.
Seit fast 350 Jahren findet jedes Jahr am letzten Sommerferienwochenende die Fußwallfahrt zum Gnadenbild der Muttergottes in Werl statt. Mehr als 200 Pilger nehmen die dreißig Kilometer bei jeglichem Wetter auf sich, um betend und singend gemeinsam mit den Kapuzinern nach Werl und zurück zu pilgern.
Auf einem separaten Teil des Friedhofes in Werne fanden viele Kapuziner ihre letzte Ruhestätte.

## Architektur

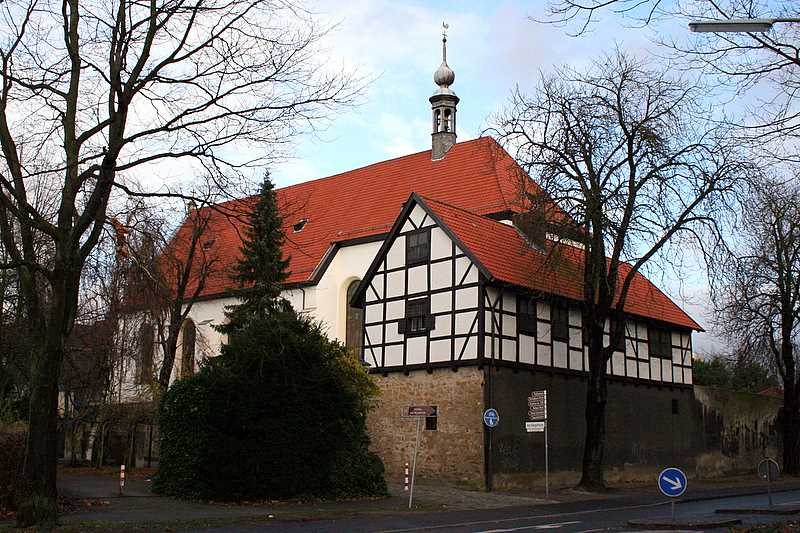
Das Kloster mit dem Pesthaus

Der Architekt des Klosters, der Kapuzinerbruder Ambrosius von Oelde war zur Zeit des Frühbarocks ein bekannter Baumeister in Westfalen. Die Barockkapelle am Paderborner Dom wurde unter anderem von ihm entworfen. Er starb 1705 in Werne und sein Grab befindet sich unter dem linken Seitenaltar in der Kirche. Davon zeugt auch noch heute eine Gedächtnistafel, die am Eingang der Kirche in die Wand eingelassen wurde.
Um einen kleinen Hof, der 1992 als Brunnenhof erneuert wurde, liegen die vier Flügel der schlichten Klosteranlage. Die Kirche ist ein Saalbau. Dahinter schließt sich der Gebetsraum der Mönche an. Ein Dachreiter mit Zwiebelhelm und kleiner Glocke kennzeichnet die Kirche der Kapuziner. Das Pesthäuschen ist in der ersten Etage mit grauem Granit gebaut. Darüber erstreckt sich ein weiß verputztes Fachwerkhaus mit rotem Ziegeldach.
Die Klosterkirche ist, laut der lateinischen Inschrift über dem Mittelportal, der heiligen Dreifaltigkeit und den Aposteln Petrus und Paulus gewidmet. Am 4. Oktober 1680, am Fest des hl. Franziskus, wurde sie eingeweiht.
Das Kircheninnere ist schlicht gehalten, und nur die drei im Stil des Rokokos gehaltenen Altäre fallen sofort ins Auge. Den Hochaltar stiftete der Landesherr, Fürstbischof von Fürstenberg, der rechte Altar zeigt das Wappen der Adelsfamilie von Ascheberg. Der linke trägt kein Stifterwappen, da er von den Menschen der Stadt Werne gespendet wurde. Das Bild über dem Hochaltar zeigt den gekreuzigten Jesus mit seiner Mutter Maria, dem Lieblingsjünger Johannes und die Sünderin. Auf dem Pferd sitzt Longinus, der römische Soldat stößt die Lanze in die Seite des Gekreuzigten. Dieses Kunstwerk wurde vom Kapuzinerbruder Damian von Ratingen 1684 gemalt. Sein Selbstporträt ist im Gesicht des Lanzenstechers zu erkennen.
Hinten in der Kirche steht eine barocke Pieta. Viele Besucher zünden hier eine Kerze an und schreiben ihre Sorgen und Nöte in ein Fürbittenbuch. Die Kapuziner erwähnen die Bitten im täglichen gemeinsamen Gebet. Im Kreuzgang des Klosters hängt ein altes Pilgerkreuz, das seit 1677 Pilger bei der jährlichen Fußwallfahrt zum Gnadenbild nach Werl tragen.
Die Bibliothek bewahrt den guterhaltenen Buchbestand von etwa 20.000 Büchern, einige von ihnen sind fast 400 Jahre alt. Zustande gekommen ist dieser Bestand durch Spenden und durch das Erbe verstorbener Priester, die ihre Bücher sicher verwahrt wissen wollten.
Der vom Freundeskreis Klostergarten Werne liebevoll gepflegte Garten des Klosters wurde vom Landschaftsverband Westfalen-Lippe (LWL) als Denkmal des Monats Juni 2014 ausgezeichnet.